# Wsiewołożsk
Wsiewołożsk (ros. Всеволожск) – miasto w Rosji, w obwodzie leningradzkim, 24 km na wschód od Petersburga. 

## Demografia
- 2009 – 48 023[3]
- 2021 – 75 660[2]